# Myke Hurley
Myke Hurley (geboren 1988) ist ein professioneller britischer Podcaster. Zusammen mit Stephen Hackett gründete er 2014 das Podcast-Netzwerk Relay FM.
Zusätzlich streamt Hurley unregelmäßig auf der Plattform Twitch und lädt Aufzeichnungen dieser Streams auf YouTube hoch.

## Karriere
2011 gründete Myke Hurley das Podcast-Netzwerk 70Decibles, das im März 2013 von 5by5 aufgekauft wurde.
Im Jahr 2014 gründete er zusammen mit Stephen Hackett erneut ein Podcast-Netzwerk, das den Namen Relay FM trägt. Zunächst ging das Netzwerk mit drei verschiedenen Shows an den Start. Innerhalb eines Jahres erreichte das Netzwerk monatlich 1,5 Millionen Episoden-Downloads und wuchs um 13 weitere Shows.
2015 wurde Hurley in Apples Podcast Events at the Apple Store eingeladen. In der 52-minütigen Episode erzählt er, wie er zu einem eigenständigen Podcaster wurde.
2016 listete ihn die bekannte Nachrichtenseite Insider, die damals noch unter dem Namen Business Insider firmierte, in ihrer UK Tech 100 Auflistung, die die coolsten 100 Figuren aus der Technologie-Branche des Vereinigten Königreichs listen sollte. Er erreichte Platz 67.
Im September 2016 startete Hurley einen Kanal auf YouTube, auf dem bis Ende 2017 in unregelmäßigen Abständen primär Vlogs hochgeladen wurden.
Im September 2020 begann Hurley damit, auf Twitch Livestreams über mechanische Tastaturen zu veranstalten. Mit Aufzeichnungen dieser Livestreams bespielte er auch erneut seinen YouTube-Kanal.
2021 gründete Hurley zusammen mit CGP Grey, mit dem er den Podcast Cortex hostet, die Firma Cortex Brand, die Merchandise-Artikel für ihren Podcast sowie ein Notizbuch zur Produktivitätssteigerung, das sogenannte Theme System Journal, vertreibt.

## Podcasts

### Aktuelle Podcasts
Liste von Podcasts, die aktiv von Hurley gehostet werden
- Analog(ue), gemeinsam mit Casey Liss
- BONANZA!, gemeinsam mit Matt Alexander
- Connected, gemeinsam mit Stephen Hackett und Federico Viticci
- Cortex, gemeinsam mit CGP Grey
- Myke at the Movies, ein Podcast, der vor allem aus Ausschnitten aus anderen von Mykes Shows besteht
- Remaster, gemeinsam mit Shahid Kamal und Federico Viticci
- The Backmarkers, gemeinsam mit Austin Evans
- The Pen Addict, gemeinsam mit Brad Dowdy
- Thoroughly Considered, gemeinsam mit Tom Gerhardt und Dan Provost
- Ungeniused, gemeinsam mit Stephen Hackett
- Upgrade, gemeinsam mit Jason Snell

### Ehemalige Podcasts
Liste einiger Podcasts, die von Hurley in der Vergangenheit gehostet wurden
- The Bro Show
- Bionic, gemeinsam mit Matt Alexander
- CMD+Space
- Inquisitive
- Playing for Fun, gemeinsam mit Tiffany Arment
- The Prompt, gemeinsam mit Stephen M. Hackett und Federico Viticci
- The Ring Post, gemeinsam mit Dave Tach und Henry T. Casey.
- The Test Drivers, gemeinsam mit Austin Evans
- Virtual, gemeinsam mit Federico Viticci